# Stenus opticus
Stenus opticus är en skalbaggsart som beskrevs av Johann Ludwig Christian Gravenhorst 1806. Stenus opticus ingår i släktet Stenus, och familjen kortvingar. Arten är reproducerande i Sverige.